# 救命ライダー

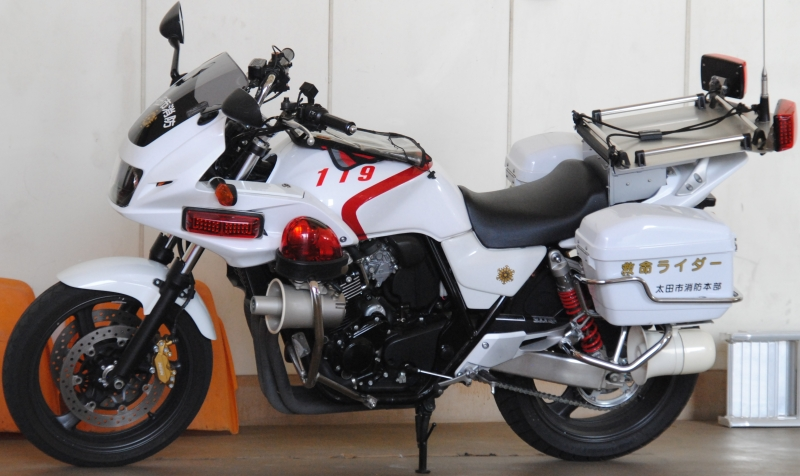
群馬県太田市消防本部の「救命ライダー」

救命ライダー（きゅうめいライダー）は、日本の救急バイク（オートバイ）の一つ。
救急車に先行していち早く現場に到着し、応急処置を行うことで救命率向上を目指すために導入された。
2000年（平成12年）5月に、当時の群馬県太田市消防本部（現・中央消防署）と大泉消防署に導入された。
なお、時期は不明ながら既に廃止され、現存しない。